# Матан (Канада)
Матан (фр. Matane) — город в административном регионе Низовье Святого Лаврентия провинции Квебек, Канада. Расположен на полуострове Гаспе, на южном берегу реки Святого Лаврентия, при впадении в неё реки Матан.
По данным переписи 2011 года население города составляет 14 462 человека. По данным предыдущей переписи 2006 года оно насчитывало 14 742 человека. Французский язык является родным для 98,5 % населения; английский — для 0,5 % населения; оба языка считают родными 0,1 % населения и еще 0,9 % называют родным другие языки.
Имеется паромное сообщение через реку Святого Лаврентия с городом Бе-Комо и с деревней Годбу, расположенными на северном берегу.